# Hierodula dolichoptera
Hierodula dolichoptera är en bönsyrseart som beskrevs av Werner 1933. Hierodula dolichoptera ingår i släktet Hierodula och familjen Mantidae. Inga underarter finns listade i Catalogue of Life.